# Ptinus albomaculatus
Ptinus albomaculatus is een keversoort uit de familie klopkevers (Ptinidae). De wetenschappelijke naam van de soort werd in 1872 gepubliceerd door Macleay.